# Vera (film fra 1984)
|  | Denne artikel er oprettet af botten Steenthbot ud fra en ekstern database. Den kan derfor have sproglige fejl eller mangler. Denne skabelon kan fjernes efter kontrol af indholdet. |

 For alternative betydninger, se Vera. (Se også artikler, som begynder med Vera)
Vera er en dansk kortfilm fra 1984 instrueret af Jens Christian Grøndal efter eget manuskript.

## Medvirkende
- Jesper Christensen
- Birgitte Federspiel
- Solbjørg Højfeldt
- Lars Lunøe
- Anne Nøjgaard